# گورستان و محوطه تنگ قیر
قبرستان و محوطه تنگ قیر مربوط به دوره اشکانیان است و در شهرستان چرداول، بخش مرکزی، روستای سنگ سفید واقع شده و این اثر در تاریخ ۱۷ اسفند ۱۳۸۱ با شمارهٔ ثبت ۷۹۸۹ به‌عنوان یکی از آثار ملی ایران به ثبت رسیده است.